# Битва при Аргаоне
Битва при Аргаоне (также известная как Битва при Аргауме) состоялась 29 ноября 1803 года между англичанами под командованием генерал-майора Артура Уэлсли (позже герцога Веллингтона) и войсками Рагходжи II Бхонсле из Берара и Даулат Рао Шинде из Гвалиора. Эта битва была частью второй англо-маратхской войны.

## Предыстория
После того, как Бхонсла и Шинде потерпели поражение в битве при Ласвари, они отступили 28 ноября 1803 года.

## Сражение
На следующий день три батальона Уэлсли, которые ранее хорошо сражались, дрогнули и бежали под артобстрелом маратхов возле Сирсоли, в пяти километрах к югу от Адгаона. Ситуация была очень серьёзной для британцев. Уэлсли, однако, сумел сплотить своих солдат и в итоге победил маратхов, которые потеряли всё оружие и поклажу.

## Примечание

### Комментарии
1. ↑  Во времена Британской Индии деревня Адгаон была известна как Аргаон.